# Красносёлка (Кемеровская область)
Красносёлка — село в Яшкинском районе Кемеровской области. Находится в 17 км от районного центра п. Яшкино и в 25 км от г. Юрга.

## История
Поселения, образовавшие современную Красносёлку, основаны во второй половине XVII века. Полагают, что первоначальное название поселения на месте современной Красносёлки было деревня Бычкова (Бычково) и её основателем в 1684 году был посадский человек Иван Бычков. Утверждается также, что село Красносёлка было образовано слиянием соседних деревень Романовой, Литосовой и Бычковой (которая носила также названия Быкова и Чиркова). Деревня Романова на реке Сосновке была основана в 1660 году Юрием Романовым. В списке населённых мест Томской губернии по сведениям 1859 года деревни Чиркова (Быкова) при речке Сосновке (17 муж., 19 жен.), Романова (Юшкина) при истоке речки Берёзовки (94 муж., 98 жен.) и Литасова (Литосова) при речке Сосновке (47 муж., 49 жен.) упомянуты в составе 2-го участка Томского округа Томской губернии под номерами 213, 214, 215 соответственно. В списке населённых мест Томской губернии за 1893 год указаны деревни Романова (на левом берегу речки Берёзовки, 22 крестьянских двора, 62 муж., 66 жен.), Чиркова (15 крестьянских дворов, 1 некрестьянский, 38 муж., 35 жен.) и Литасова (6 крестьянских дворов, 9 муж., 12 жен.) — обе на левом берегу речки Сосновки в 85 верстах от окружного города и в 35 верстах от квартиры земского заседателя — в составе Тутальской волости Томского округа Томской губернии под номерами 335, 336, 337 соответственно.
В 2004 — 2019 годах входило в состав Литвиновского сельского поселения (до его упразднения).

## Население
| 2010 |
| ---- |
| 796  |

## Транспорт
Красносёлка связана автобусным сообщением с посёлком городского типа Яшкино через станцию Литвиново.

## Достопримечательности
- Красносёльский припоселковый кедровник
- Пруд в селе
- Водопад на пруду